# سعد صالح جريو
سعد صالح جريو هو أديب وشاعر وسياسي عراقي شغل مناصب وزارية في العهد الملكي في العراق، ولد في مدينة النجف عام 1894 وتوفي عام 1949.
قبل أن يبلغ السابعة من عمره، درس في الكتاتيب النجفية ثم التحق بدراسة الدراسات الدينية في جامعة النجف الدينية (الحوزة) مبتدئا بالمقدمات حتى أكمل بقية مراحلها، وانقطع عن دراسته الحوزوية بسبب مشاركته في ثورة العشرين، وقد لاحقته السلطات المحتلة البريطانية وكان اسمه ضمن المطلوبين، إلا انه لجأ للكويت عبر الصحراء ومكث هناك حتى أعلنت السلطات البريطانية عفوا عن ثوار العشرين وكان ضمن المشمولين بهذا العفو.
وقبلها أسهم سعد صالح جريو في ثورة النجف على الإنكليز سنة 1918 وانتمى إلى حزب حرس الاستقلال سنة 1919.
دخل دار المعلمين في بغداد وتخرج منها عام 1921، وتخرج معلما فاشتغل مديرا لمدرسة الأيتام في بغداد، وعمل بعدها معلما في المدرسة الجعفرية ثم عمل ملاحظا في وزارة المالية، ثم انتسب إلى كلية الحقوق، وبعدما أكمل دراسته في كلية الحقوق وتخرجه بتفوق شغل وظيفة وكيل قائمقام لكنه استقال منها وعاد إلى النجف ليمارس المحاماة.
عُين مديرا لناحية الهاشمية في لواء الحلة ثم في الرميثة، كما شغل منصب مدير ناحية العكيكة، كما شغل منصب متصرف لواء المنتفك (أي محافظ ذي قار).
وتنقل في مناصب مختلفة إلى أن انتخب في مجلس النواب 6 مرات، عن لواء كربلاء والديوانية، كما تولى منصب المتصرف لألوية الحلة والكوت وقضاء الدليم والمنتفك والعمارة. 
عين متصرفا للواء الحلة في شباط 1939. وفي تموز 1940، عين متصرفا للواء الكوت، ثم عاد 1941 متصرفا للحلة ثانية. في عام 1943 عين متصرفا للواء المنتفج.
عندما تأسس حزب الأحرار بزعامة توفيق السويدي سنة 1946، كان سعد صالح جريو نائبا لرئيس الحزب.
وشغل منصب وزارة الداخلية في وزارة توفيق السويدي الثانية عام 1946.
ولقد رثى نفسه قبل أن يموت بإسبوعين بقصيدة من نحو ستين بيتا أسماها «الأشباح»، وهذه أبيات من القصيدة نشرتها الصحف بعيد وفاته:
وقد توفي بمرض الجاثوم في النجف عام 1949.
ومن الجدير بالذكر، أن رئيس وزراء العراق في العهد الملكي صالح جبر قد سمى ابنه سعدا تيمنا بصديقه الشاعر سعد صالح جريو.
وفي النجف حاليا شارع يحمل اسمه «سعد صالح».

## من شعره
له قصيدة تحمل عنوان «بلادي رهينة قُهّارِها»، قال فيها:

## عائلته
تزوج من السيدة رباب جريو، وأنجبت له من الأبناء:
- سلمى وهي ناشطة مدنية في الحركة النسوية العراقية
- المحامي لؤي
- نوار
- فرقد
- العالمة البيولوجية ضحى وهي أستاذة العلوم الكيميائية في جامعة بغداد سابقا